# Uroleucon fuscaudatum
Uroleucon fuscaudatum är en insektsart. Uroleucon fuscaudatum ingår i släktet Uroleucon och familjen långrörsbladlöss. Inga underarter finns listade i Catalogue of Life.